# Thénac (Dordogne)

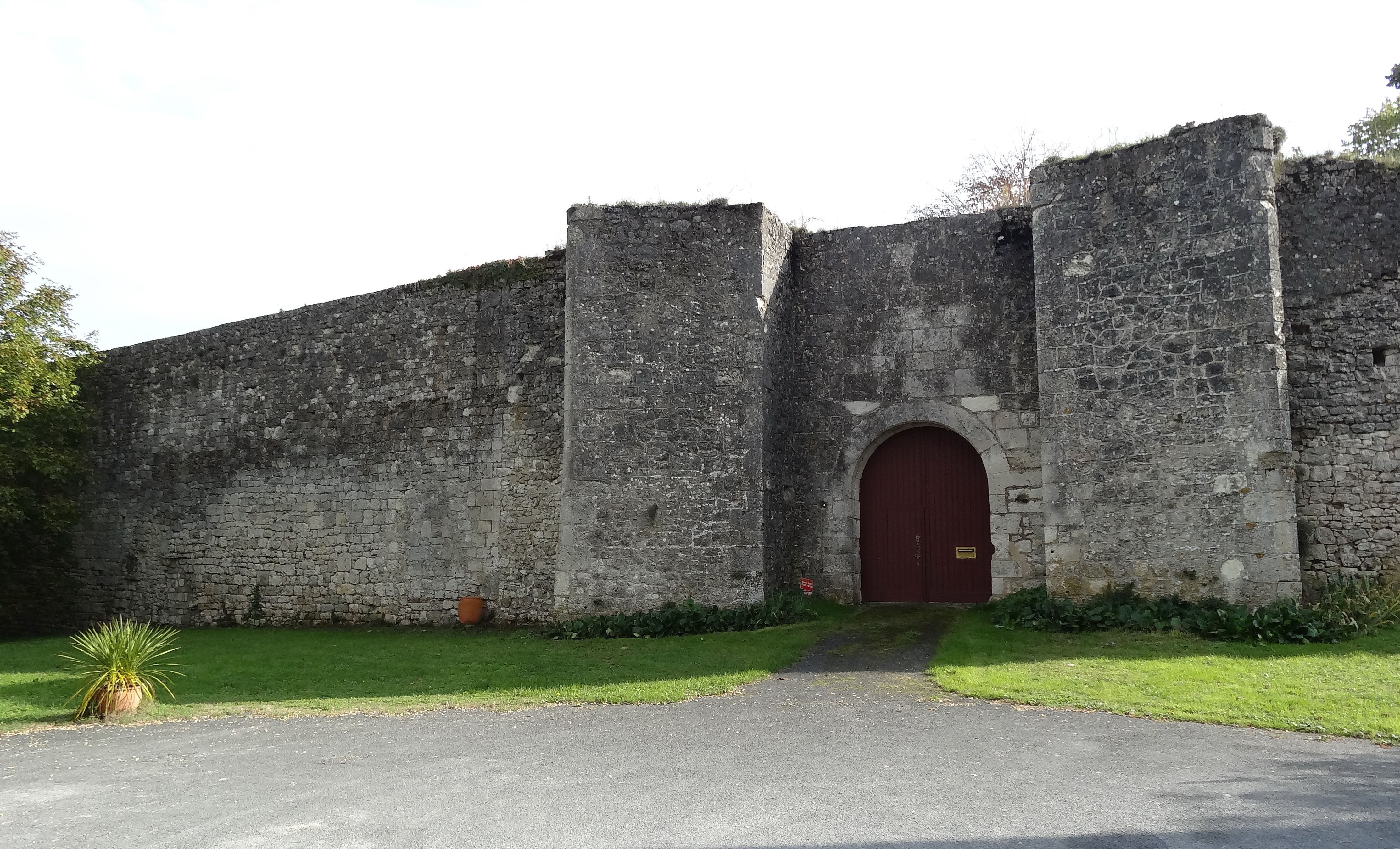
Kasteel

Thénac is een gemeente in het Franse departement Dordogne (regio Nouvelle-Aquitaine) en telt 341 inwoners (1999). De plaats maakt deel uit van het arrondissement Bergerac.

## Geografie
De oppervlakte van Thénac bedraagt 20,0 km², de bevolkingsdichtheid is 17,1 inwoners per km².
De onderstaande kaart toont de ligging van Thénac (Dordogne) met de belangrijkste infrastructuur en aangrenzende gemeenten.

## Demografie
Onderstaande figuur toont het verloop van het inwonertal (bron: INSEE-tellingen).